# Spongilla alba
Spongilla alba är en svampdjursart som beskrevs av Carter 1849. Spongilla alba ingår i släktet Spongilla och familjen Spongillidae.
Artens utbredningsområde är havet utanför Indien. Inga underarter finns listade i Catalogue of Life.